# Forte Corte
Il forte Corte anche forte La Corte (Werk La Corte in tedesco) è un forte austro-ungarico costruito attorno al 1900 per difendere i confini dell'impero austro-ungarico. Il forte appartiene al grande sistema di fortificazioni austriache al confine italiano.
Il forte si trova alle pendici del Col di Lana e, assieme al forte Ruaz, formava lo sbarramento Buchensteintal, appartenente al Rayon V. Lo sbarramento aveva il compito di controllare la strada che da Livinallongo porta ad Arabba, ovvero della Val Cordevole.

## Storia

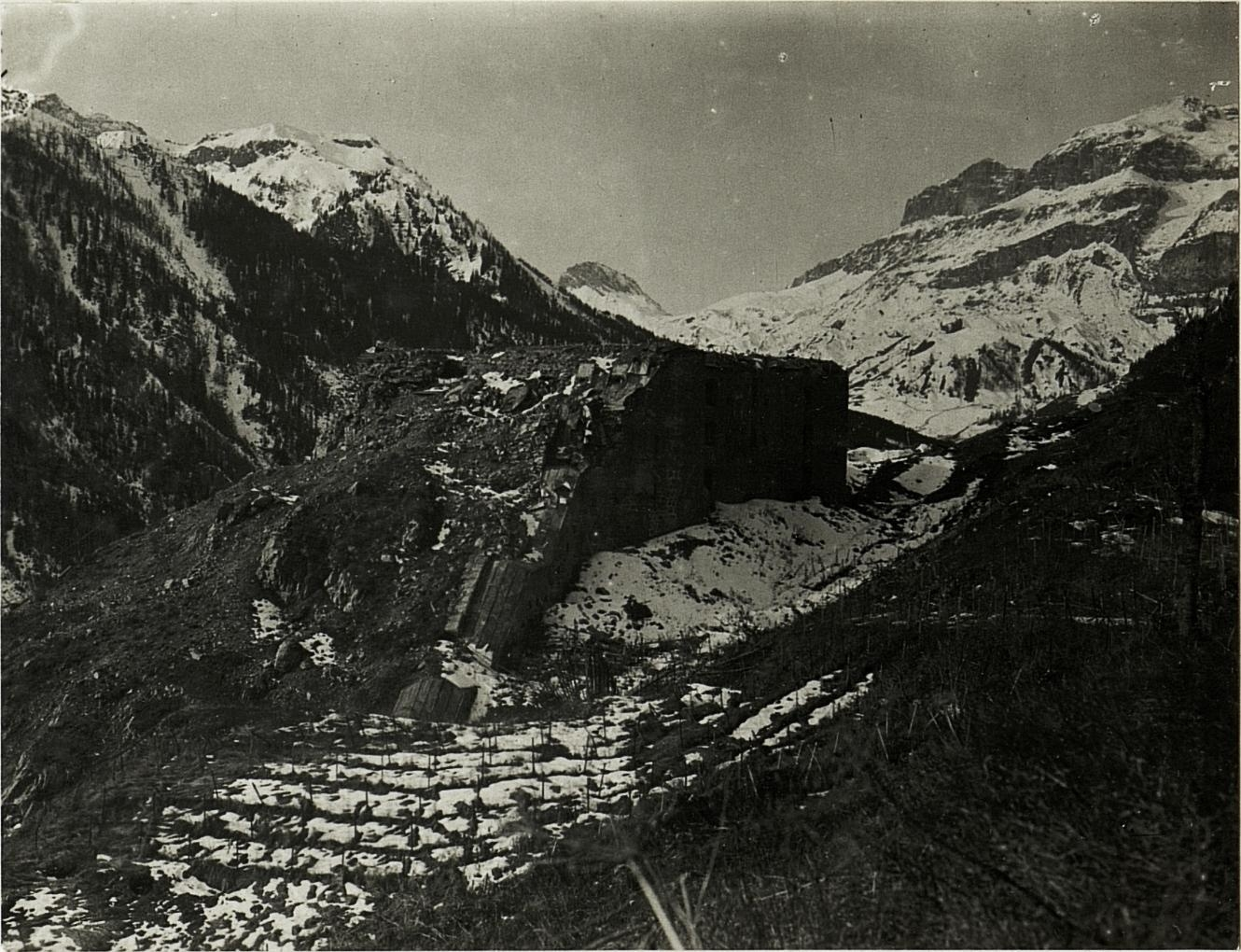
Il forte Corte durante la guerra con il Passo Pordoi sullo sfondo

Fu costruito sotto la direzione del genio di Bressanone tra il 1897 e il 1900. I lavori furono diretti dall'allora maggiore Anton Schiesser. Il suo scopo era di impedire un'invasione della Val Pusteria attraverso il vicino Passo di Campolongo e della Valle Isarco, compito che assolse nelle prime settimane di guerra.
In seguito fu però disarmato e abbandonato, ma l'artiglieria italiana decise lo stesso di colpirlo, danneggiandolo gravemente. Il 5 luglio 1915 il forte fu bersagliato e colpito da granate da 21 cm. Perse ogni importanza dopo la ritirata del Regio Esercito dalla zona in seguito alla battaglia di Caporetto nell'autunno 1917.
Dopo la fine del conflitto, in base a testimonianze raccolte in loco, l'ex fortezza asburgica, servì da abitazione agli abitanti di Corte mentre si ricostruiva la borgata Fodom.

## Descrizione
La struttura era disposta su tre livelli, con l'aggiunta del piano sottoterra. Come gran parte dei forti, anche questo era costruito in blocchi di granito, a pianta rettangolare.

## Armamenti
- 2 mortai da 15 cm M 80 in cupola corazzata
- 4 cannoni da 12 cm M 96 in casamatta
- 8 mitragliatrici M 93 da 8 mm

Durante il 1915 vi erano:
- 2 mortai da 10 cm M 5 in cupola corazzata
- 4 cannoni da 12 cm M 96 in casamatta